# Velazconia difficilis
Velazconia difficilis är en fjärilsart som beskrevs av Köhler 1953. Velazconia difficilis ingår i släktet Velazconia och familjen nattflyn. Inga underarter finns listade i Catalogue of Life.